# NGC 475
NGC 475 = IC 97 ist eine linsenförmige Galaxie vom Hubble-Typ S0/a? im Sternbild Fische auf der Ekliptik. Sie ist schätzungsweise 724 Millionen Lichtjahre von der Milchstraße entfernt und hat einen Durchmesser von etwa 130.000 Lj.

Im selben Himmelsareal befinden sich u. a. die Galaxien NGC 469 und NGC 471. 
Das Objekt wurde am 3. November 1864 von dem deutschen Astronomen Albert Marth entdeckt.